# Esteban Arce (locutor)
Esteban Arce Herrera (Ciudad de México, 12 de marzo de 1962) es un comunicador, periodista y locutor de programas de radio y televisión mexicano. Su madre se llamaba María del Consuelo Herrera y su padre José Luis Arce. Sus hermanos se llaman José Luis, Eduardo, Adriana y Alejandra. Estudió en el Instituto México y el Centro Universitario México. Desde chico el fútbol fue su pasión y la primera playera que portó se convirtió en la de su equipo actual Club de Fútbol Atlante. Acudió a la Universidad Iberoamericana y se graduó como licenciado en Relaciones Industriales. Empezó en las fuerzas básicas del club Atlante en ese momento propiedad del IMSS. Aún sin debutar, fue enviado al club de fútbol Oaxtepec. Al hacerse dueño de su carta inmediatamente se fue al Deportivo Toluca, en el cual se lesionó y eso lo forzó a retirarse de dicha disciplina.
A los 24 años de edad comenzó a trabajar en un barco de carga con ruta de Tampico a Brasil. Posteriormente, con unos amigos se fue a trabajar al Señor Frogs de Miami, la misma ciudad en la cual vivió años después. Se casó con su esposa actual Nieves Santisteban y empezaron una compañía de papel que quebró. Un amigo de la infancia, Alejandro González Iñárritu le consiguió trabajo de radiolocutor en WFM una emisora de radio perteneciente a Sistema Radiópolis (hoy Televisa Radio).
En 1985 comenzó realizando promocionales para WFM 96.9 radio. En dicha radiodifusora conoció a Jorge Van Rankin "El Burro" y conoció también a uno de sus compañeros actuales José Ramón San Cristóbal alias "El Estaca". En 1993 se da a conocer en un programa matutino junto con Jorge Van Rankin "El Burro", llamado "El cañón del Zopilote" que se emitía de lunes a viernes por la mañana en dicha frecuencia.
Al ver que la pareja funcionaba muy bien, en 1993 el productor de televisión Guillermo del Bosque invitó a Esteban y al Burro Van Rankin a realizar un programa parecido a lo que hacían en radio pero en ahora en TV, en el canal Telehit,  así nació "El Calabozo", en el cual participarón Enrique Muñoz León (Quique), José Luis Jiménez Patiño (Lázaro), Juan Lozano Guerrero (La Pared), así como Elias y Abraham quien sería (Lencho) en la parte superior del foro, dicho programa duró alrededor de seis años.
A los tres meses de ser estrenado El Calabozo, fue transmitido en televisión abierta en Televisa en el canal 5 ya que era famoso por su humor hilarante e irreverente y en el cual se descubrió a Sammy Pérez, quien causaba gracia por su particular forma de hablar.
Al salir El Calabozo del aire, participó en el programa Trapitos al Sol que duró al aire alrededor de un año, con Maxine Woodside, Juan José Origel y Poncho Vera. Al terminar dicho proyecto, se unió al equipo de conductores de la entonces recién fundada estación de radio Exa FM (antes FM Globo) perteneciente a MVS Radio con el programa Pí x Radio al 2, de 6:00 am a 10:00 am. con línea editorial de Noticias del día al estilo de Esteban, Lázaro y Quique, el cual solo duró 3 meses al aire.
En 1993 fue colaborador de Imagen Corporativa en la elaboración de la imagen de los canales 2 y 5 de Televisa.
Comienza a radicar en Estados Unidos a raíz de una propuesta para trabajar en la cadena estadounidense hispanohablante de TV Univision como asesor creativo durante un año. Regresó a México a trabajar en una compañía de Guillermo Cañedo llamada alo.com, un sitio en internet que quebró en 2001.
Nuevamente, se le presenta la oportunidad de trabajar en Miami, en la cadena hispana NBC de nombre Telemundo en la cual condujo el programa Cotorreando con Mauricio Zeilik durante cuatro años.  Al mismo tiempo trabajó en un programa de radio para Radio 13 llamado Loco Mundo Internacional, programa de noticias y humor ácido al lado de colaboradores como Enrique Muñoz León, José Luis Jiménez Patiño (Lázaro), Eduardo Saint-Martin y Enrique Vigil. Un problema con la empresa lo hizo renunciar ya que el programa contenía palabras altisonantes, lo cual preocupaba a los ejecutivos de dicha televisora.
Condujo durante medio año en el programa deportivo México Lindo y Fútbol de la cadena deportiva de GolTV. El 2 de enero de 2007 comenzó, en Televisa, el programa Matutino Express, ofreciendo noticias light y chistosas con Eduardo Salazar, y colaborando en la sección de deportes con Arturo "Rudo" Rivera, Adriana Riveramelo, Eduardo Saint Martin, Enrique Muñoz, José Ramón San Cristóbal, y sus colaboradores. Este programa sigue al aire, bajo el nombre de Expreso de la Mañana, por el canal Foro TV de las 8:30 a las 11:30 a.m. y también por los canales locales de Televisa.
Ha efectuado coberturas especiales del Festival de Viña del Mar en Chile los años 1993 y 1997, los Mundiales de fútbol de EE.UU. 1994 y Francia 1998 para Televisa, el Mundial Corea del Sur-Japón 2002 para el sistema DirecTV y Canal 40 de México. Asimismo, cubrió las Olimpiadas de Atenas 2004 para la cadena Telemundo.
Fue colaborador editorial de la revista de espectáculos TVNotas de México y es editorialista del diario deportivo Récord de la República Mexicana.
En los Premios Billboard (Miami) fue co-conductor en 2004 y 2005 y conductor del Premio Internacional del Mariachi en Las Vegas. Participó en cuatro Festivales Internacionales en Acapulco, así como en infinidad de conciertos tanto dentro como fuera de México.
En 2005 tuvo una participación especial en un capítulo de la serie Una familia de diez.
El 5 de enero de 2009 Esteban Arce inició un programa de Espectáculos llamado "N XCLUSIVA" (hoy NX), programa de televisión transmitido de lunes a viernes a las 06:00 P.M. por Canal 9 de Televisa "Galavision" en donde Esteban Arce comparte créditos con Aurora Valle, Joanna Vega-Biestro , Mauricio Clark y Cynthia Urias, del cual ya no forma parte.
El día martes 18 de mayo de 2010 el propio Esteban Arce dio a conocer a través de Twitter que a partir del día 24 de mayo inicia un nuevo proyecto llamado "52 Minutos" en la estación de radio Reporte 98.5 FM de 4 a 5 de la tarde, acompañado de sus colaboradores habituales: Enrique Muñoz, Eduardo Saint Martin y el maestro Enrique Vigil, lo que marca su regreso, después de casi cuatro años, a la radio.
El jueves 14 de febrero de 2013 inicia la transmisión de un talk show semanal titulado "D'ComentArce" a través del canal de televisión por cable Televisa Deportes Network TDN.
A finales de 2006 empezó su programa de televisión: Matutino Express, que continúa en la actualidad.
A finales de 2016 comenzó su programa de radio en Imagen Informativa: Tercera emisión, que se transmite por las tardes en la actualidad.
En 2017 fue increpado por estudiantes universitarios del estado de San Luis Potosí, por considerar su discurso homofóbico y discriminatorio.
El 26 de marzo de 2020 fue diagnosticado con COVID-19, durante el momento en que la pandemia comenzaba a crecer en México.